# Adolf Bill

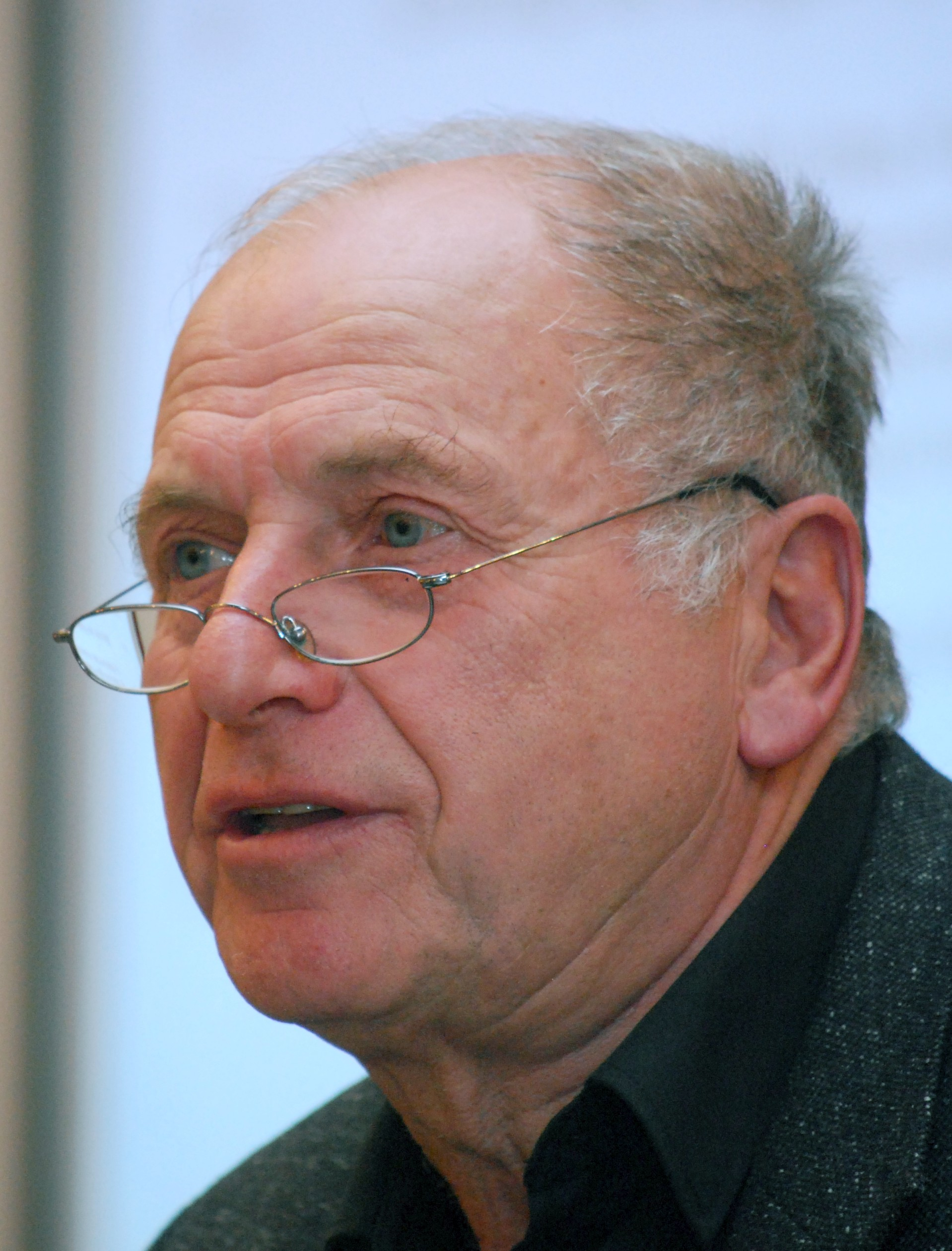
Adolf Bill (2008)

Adolf Bill (* 28. März 1941 in Kutschawola, Landkreis Kalisch) ist ein deutscher Politiker (CDU) in Sachsen-Anhalt.

## Leben und Beruf
Adolf Bill verließ mit seinen Eltern 1945 seine Heimat. Seine Eltern erhielten in Meuro, Kreis Wittenberg, Bodenreformland. Mit ihm wuchsen sechs Geschwister auf.
Nach dem Besuch der Grundschule erlernte Bill den Beruf eines Landwirtes und wurde 1960 Mitglied der LPG in Meuro. Von 1960 bis 1963 besuchte er die Fachschule für Landwirtschaft in Naumburg und arbeitete danach als Zootechniker in der LPG Meuro. Anschließend war er beim Landwirtschaftsrat in Köthen und bei der LPG Susigke tätig.
Bill studierte von 1966 bis 1969 an der Hochschule für Land- und Nahrungsgüterwirtschaft in Bernburg. Danach wurde er Abteilungsleiter im Fleischkombinat in Dessau.
Von 1974 bis 1986 war Bill als Stadtrat in Dessau für Umweltschutz, Wasserwirtschaft und Erholungswesen zuständig. Hier ließ er nach dem Hochwasser von 1974 mehrere Deiche, Wehre und Siele bauen. Außerdem gab er die erste Umgebungskarte und den Landschaftspflegeplan von Dessau heraus.
Von 1986 bis 1989 war er im gleichen Fachgebiet im Bezirk Halle tätig und engagierte sich für die Verbesserung der Umweltsituation, den Naturschutz und die Wasserversorgung.
1989 wurde seine Promotionsarbeit auf dem Gebiet des Umweltschutzes verboten.
In der Wende war Bill Projektleiter für Umweltschutz und Wasserwirtschaft der damaligen Bezirksbehörde Halle-Magdeburg. Mit der Unterstützung aus der Umweltbehörde Niedersachsens erarbeitete er Unterlagen für das künftige Ministerium für Umweltschutz des Landes Sachsen-Anhalt sowie der daran angegliederten Ämter.
Von 1994 bis 2003 arbeitete Adolf Bill im Regierungsbezirk Dessau als Leiter eines Sonderstabes für Wasser- und Abwasser.
Adolf Bill ist seit 1965 mit Renate Lampert verheiratet und Vater von vier Kindern. Er ist römisch-katholisch.

## Politik
Adolf Bill wurde 1963 Mitglied der Demokratischen Bauernpartei Deutschlands (DBD). Mit dem Aufgehen der DBD in der CDU (Ost) und dieser in der CDU wurde Bill 1990 Mitglied der Christlich Demokratischen Union Deutschlands. Von 1990 bis 1996 war er Mitglied des Landesvorstandes der CDU Sachsen-Anhalts.
Adolf Bill war von 1998 bis 2003 Vorsitzender des CDU-Kreisverbandes Dessau.
1990 wurde Adolf Bill direkt in den Landtages von Sachsen-Anhalt gewählt und gehörte diesem bis 1994 an. Er war umweltpolitischer Sprecher der CDU-Fraktion. Während dieser Wahlperiode wurden u. a. das neue Wassergesetz, Naturschutzgesetz und Abfallgesetz auf dem Weg gebracht. Außerdem gehörte Bill auch dem Umweltausschuss des Bundes an. Hier setzte er sich besonders für die Ansiedlung des Umweltbundesamtes nach Sachsen-Anhalt und speziell nach Dessau ein. Als regionalpolitischer Sprecher der CDU-Fraktion für die Region Anhalt gelang es Bill, Dessau als Oberzentrum zu festigen und mehrere Landesansiedlungen zu initiieren, wie beispielsweise Gerichte, Landesrechnungshof und das damalige Regierungspräsidium.

## Ehrenamt

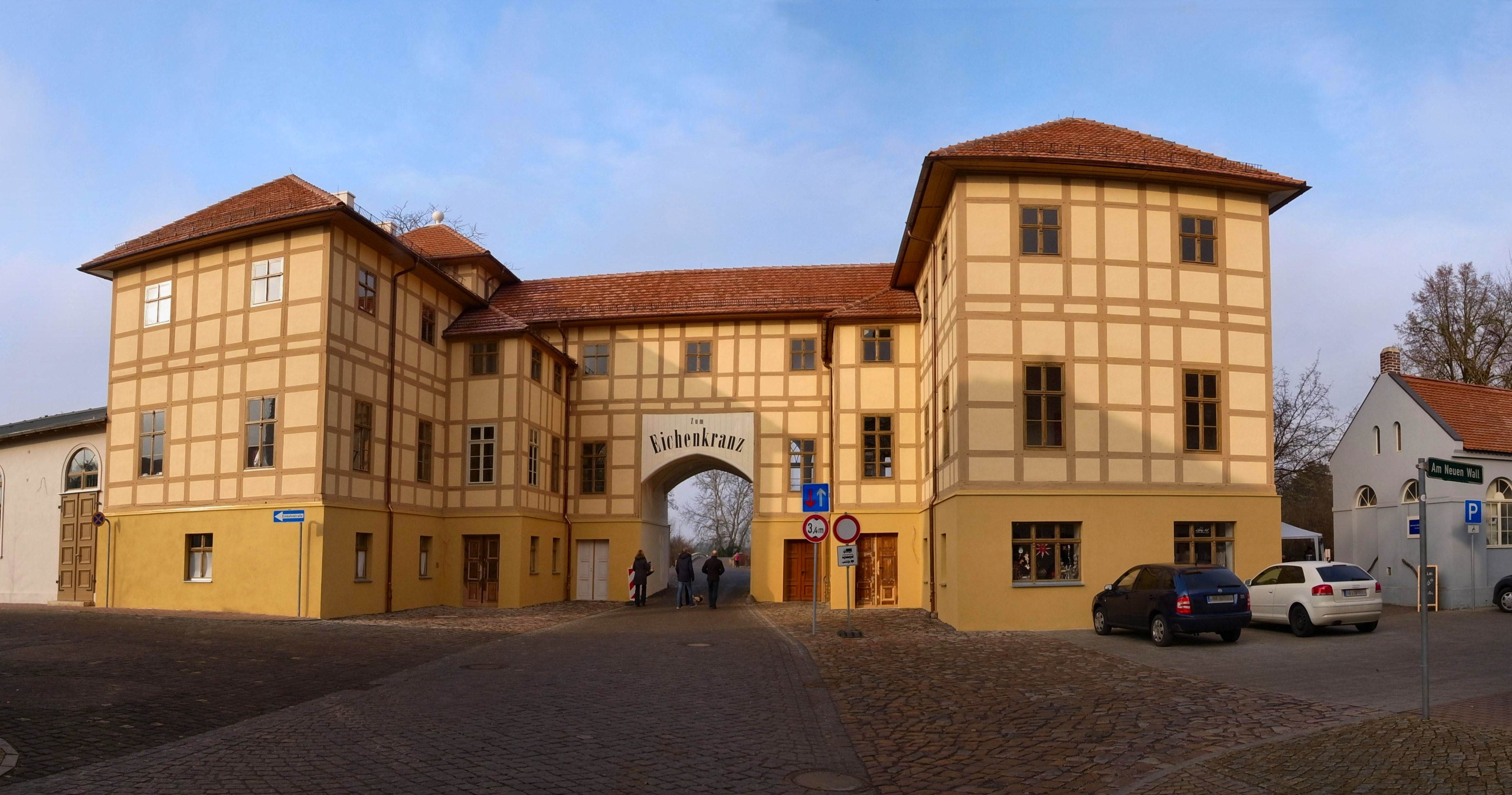
„Zum Eichenkranz“, September 2012

1993 gründete Adolf Bill mit den damaligen Regierungspräsidenten Gert Hoffmann den Förderverein Dessau-Wörlitzer Gartenreich und wurde dessen stellvertretender Vorsitzender. Dieses Amt füllt er bis heute aus. Er ist verantwortlich für Mitgliederwerbung und die Beschaffung von Fördermitteln.
Der Verein machte sich die Restaurierung der historischen Gaststätte „Zum Eichenkranz“ zur Hauptaufgabe und begann Fördermittel in Höhe von 4–5 Millionen Euro zu sammeln. Die Sanierungsarbeiten endeten im Jahr 2015, doch auch schon vor der finalen Fertigstellung des Hauptgebäudes fanden regelmäßig Konzerte und andere Veranstaltungen in den Sälen der Gaststätte statt.

## Ehrungen und Auszeichnungen
- 2012 Ehrennadel des Landes Sachsen-Anhalt[3]